# Leucania rufa
Leucania rufa là một loài bướm đêm trong họ Noctuidae.